# Trans-Atlantisch Vrijhandels- en Investeringsverdrag

De VS (links, oranje) en de EU (rechts, groen) op een wereldkaart.

Het Trans-Atlantisch Vrijhandels- en Investeringsverdrag (Engels: Transatlantic Trade and Investment Partnership, TTIP) was een voorgesteld vrijhandelsverdrag, waarover werd onderhandeld tussen de Europese Unie en de Verenigde Staten.
De onderhandelingen werden stopgezet door president Donald Trump, die vervolgens een handelsoorlog met de EU initieerde. Trump en de Europese Unie kondigden in juli 2018 een soort wapenstilstand af en hervatten vervolgens gesprekken gelijkaardig aan die van TTIP. Op 15 april 2019 zijn de onderhandelingen door de Europese Commissie als "achterhaald en niet langer relevant" verklaard.
Voorstanders van het verdrag argumenteerden dat de (beoogde) overeenkomst zou zorgen voor economische groei, terwijl tegenstanders aanbrachten dat de overeenkomst de macht van grote bedrijven verder zou vergroten en het voor regeringen moeilijk maakt om markten te reguleren in het algemeen, nationaal belang.

## Inhoud
In documenten die de Europese Commissie vrijgaf in juli 2014 blijkt dat de onderwerpen verdeeld zijn over drie domeinen:
- toegang tot de markt
- samenwerking op regelgevingsgebied[8]
- specifieke wetgeving.

## Geschiedenis
Onderhandelingen tussen verschillende landen met als doel handelsbarrières op te heffen of een vrijhandelszone op te richten, kennen een lange voorgeschiedenis, met name in het kader van de Wereldhandelsorganisatie (WTO).

### Trans-Atlantische samenwerking
Reeds in 1990 werd een nauwere samenwerking tussen de VS en Europa in het vooruitzicht gesteld in de Transatlantic Declaration on EC-US Relations. Op de agenda stonden topontmoetingen inzake veiligheid en economische kwesties.
In 1995 volgde de New Transatlantic Agenda, met “dialogen” tussen regeringen en bedrijven aan weerszijden van de Atlantische Oceaan.
De Trans-Atlantische Bedrijvendialoog (TABD), een in 1995 opgerichte adviesgroep waarin vertegenwoordigers van het Amerikaanse en Europese bedrijfsleven zitting hebben, heeft al lange tijd gewerkt aan een verdrag als TTIP.
In 1998 werd de overlegstructuur geconsolideerd in het Transatlantic Economic Partnership. Naast de topontmoetingen werd een aantal sectorale dialogen en thematische werkgroepen opgestart of bevestigd.

### WTO en Doha-ronde
De langzame vooruitgang van de onderhandelingen in het kader van de Doha-ronde zou een van de redenen zijn dat de VS en Europa in 2013 besloten tot rechtstreekse onderhandelingen. Ook de onderhandelingen over het Trans-Pacific Partnership met Aziatische landen waren een stimulans.

## Beoogde voordelen
Met de (beoogde) overeenkomst wordt gehoopt op meer economische groei, meer welvaart en meer werkgelegenheid, althans voor de betrokken landen.
Begin 2014 beweerde voormalig EU-commissaris Karel De Gucht in een interview met WDR nog stellig dat TTIP zou zorgen voor economische groei, welvaart en meer werkgelegenheid. Hij baseerde zich daarbij onder meer op een studie in opdracht van de Europese Commissie.
In een onderzoek uit oktober 2014 vreesde Jeronim Capaldo van het Global Development and Environment Institute (Tuftsuniversiteit) echter dat er eerder sprake zou zijn van verliezen op het stuk van BNP, arbeidsinkomsten, banen, overheidsinkomsten en een hogere financiële instabiliteit van de Europese landen.

## Kritiek

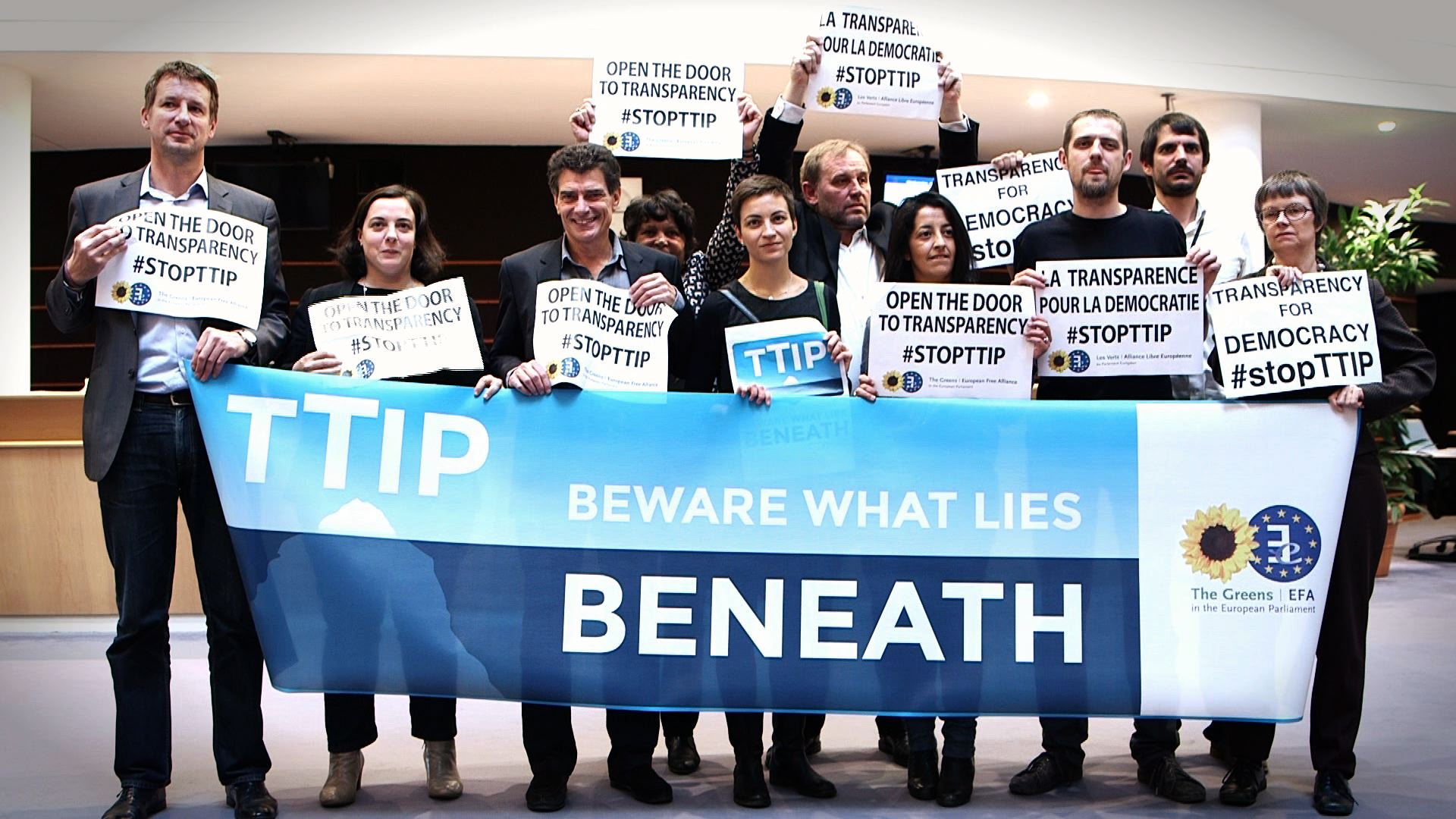
Leden van het Europees Parlement verzamelen buiten de afgesloten leeszaal waar de TTIP-documenten kunnen worden ingezien. Slechts weinigen hebben toegang tot deze kamer en zijn documenten, waardoor ze niet kunnen rapporteren over de inhoud.

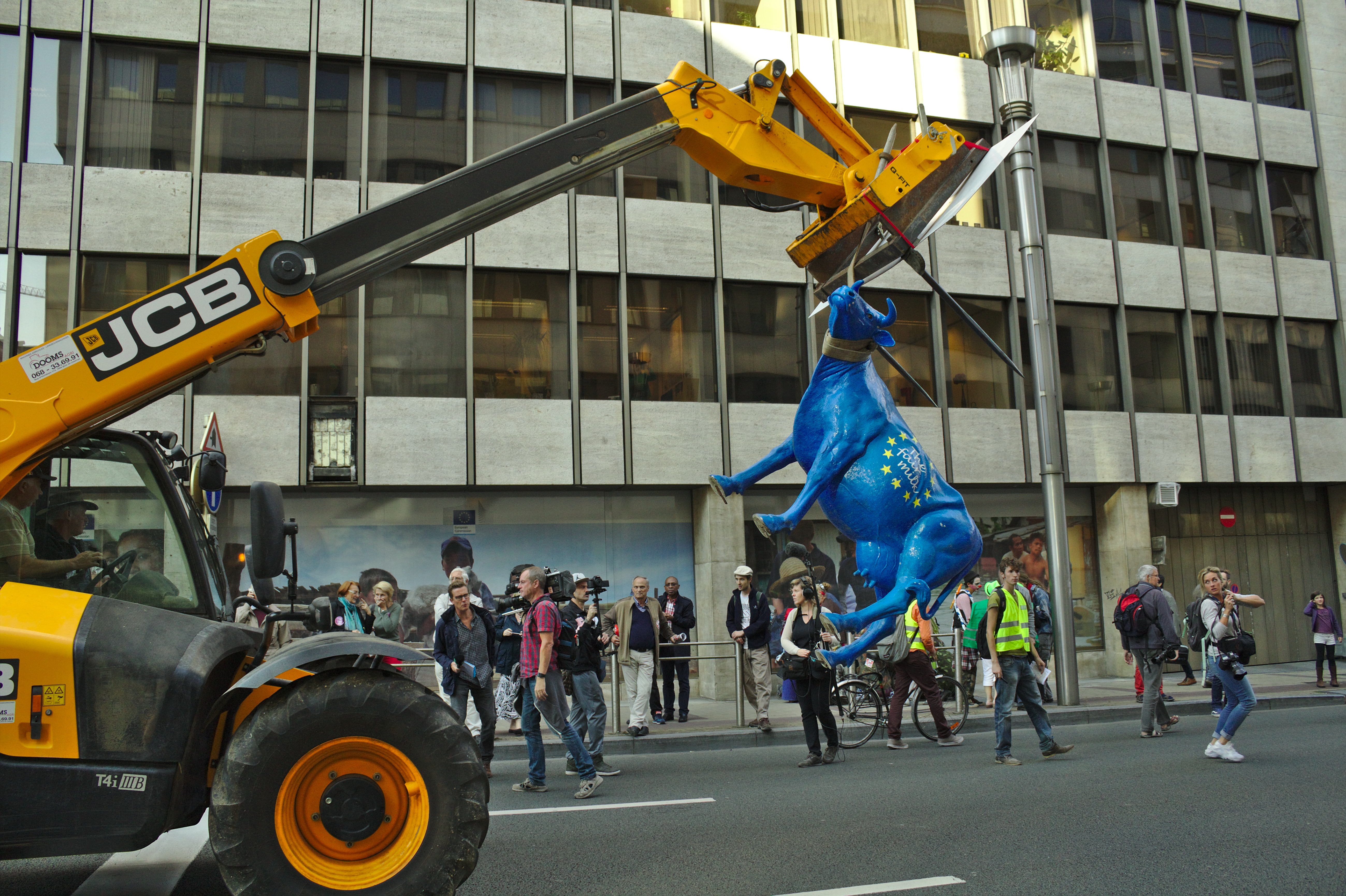
Landbouwers maken zich zorgen om de voedselveiligheid die in gedrang komt bij een mogelijk TTIP-akkoord.

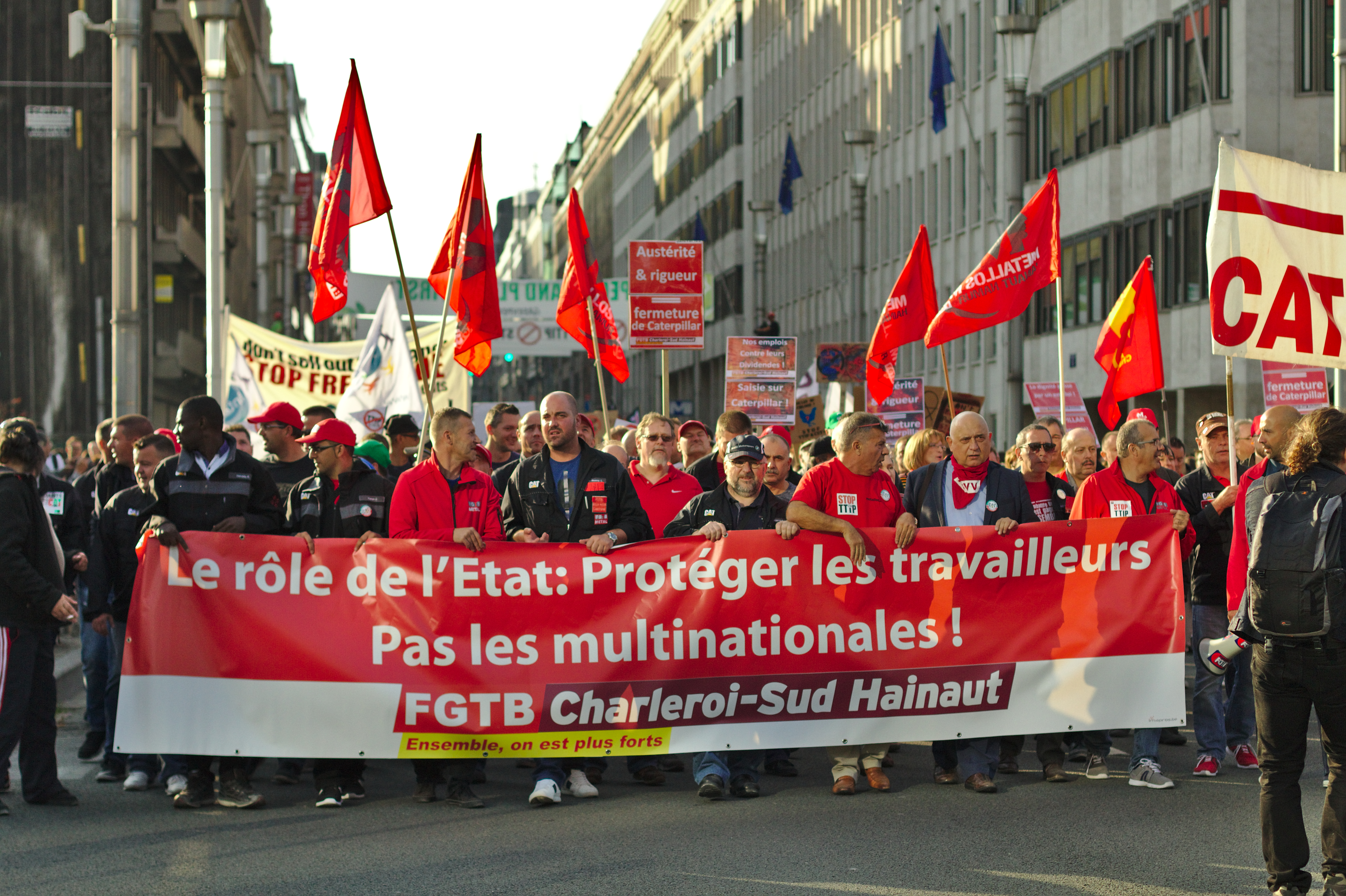
Vakbondsleden betogen tegen de gunstige belastingstelsels voor multinationals.

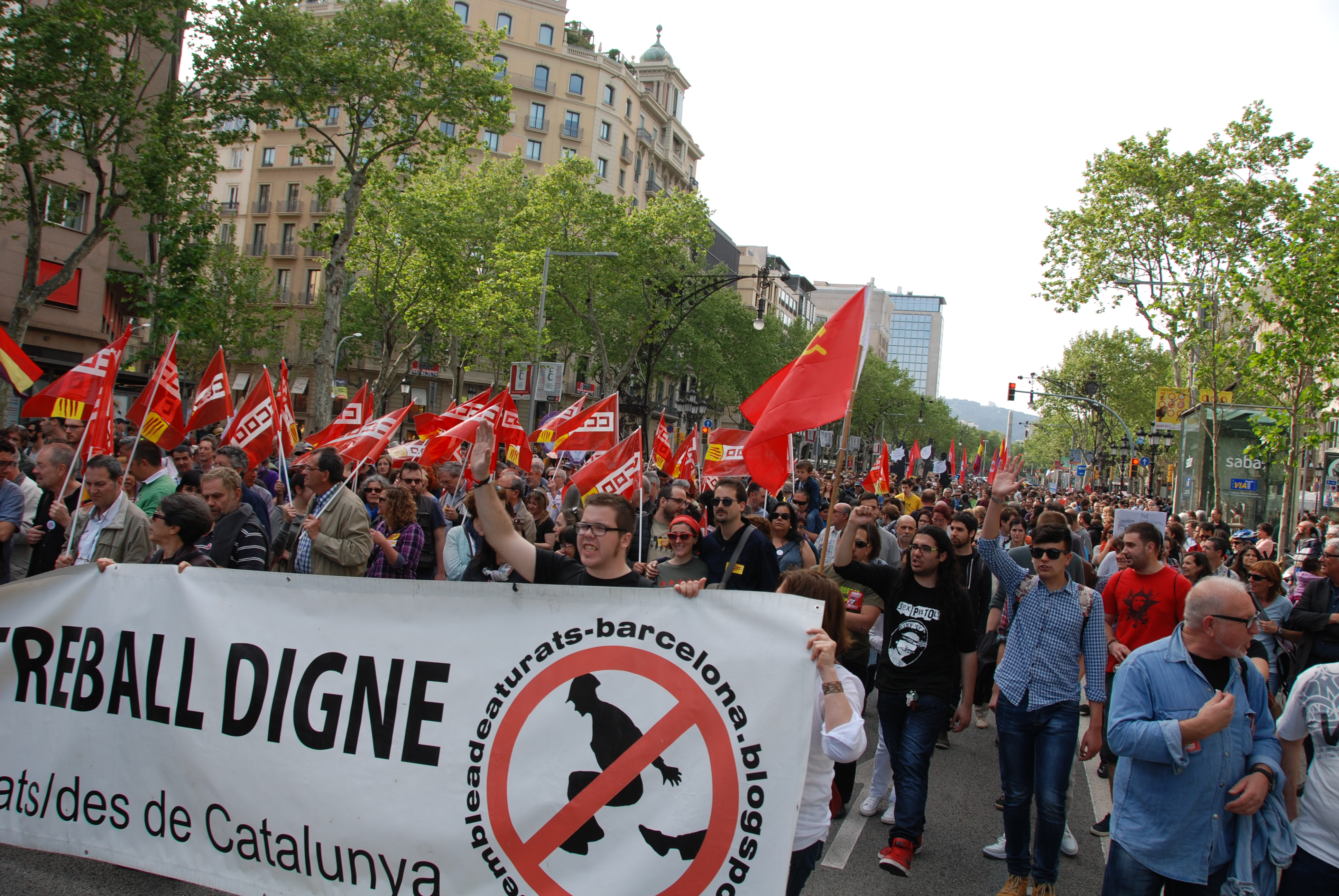
TTIP-betoging in Barcelona. In Spanje kwamen in totaal zo'n 40 000 mensen op straat.

Uitholling democratieDe (beoogde) overeenkomst kan alleen worden gewijzigd met instemming van alle staten. Door een vrijhandelsakkoord als TTIP zou het moeilijker worden voor regeringen om markten te reguleren in het algemeen, nationaal belang.
TransparantieEr is kritiek dat de overeenkomst wordt gemaakt in geheime onderhandelingen. Ook wordt de overeenkomst gemaakt met de medewerking van consultants, die voor bedrijven werken. Tot 2014 werden de onderhandelingen in het geheim gevoerd. Pas nadat een eerste reeks documenten was gelekt, besloot de EU-Commissie tot een gedeeltelijke publicatie van EU-voorstellen (EU position papers en textual proposals). De effectieve onderhandelingsteksten (consolidated texts) zijn echter zelfs voor parlementsleden slechts beperkt toegankelijk, en onder strikte voorwaarden.
Investeerder-staatarbitrageIndien een investeerder-staatarbitrage (Investor-State Dispute Settlement, ISDS) wordt opgenomen in het verdrag, kunnen bedrijven staten aanklagen als hun investeringen en/of winst in het gedrang zouden komen door toekomstige regulering. Deze klachten worden doorgaans behandeld voor een besloten arbitragecollege zoals het ICSID. Na felle kritiek in Europa, die onder meer bleek na een consultatieronde van de Europese Commissie, stelde de Europese Unie een nieuw Hof voor investeringsgeschillen voor (“Stelsel van investeringsgerechten”, Investment Court System, ICS) voor dat, aldus Eurocommissaris Cecilia Malmström meer transparant en volgens democratische principes zou opereren. Critici zijn echter van oordeel dat het voorgestelde Hof (ICS) weliswaar een stap vooruit is, maar niet tegemoetkomt aan de fundamentele bezwaren, namelijk een afzonderlijke en eenzijdige rechtspraak voor transnationale ondernemingen. Bovendien wordt het hervormde ICS afgewezen door de VS, en kritisch onthaald in zakenkringen.
Milieu en voedselveiligheidEr is de vrees dat het akkoord zou leiden tot een verlaging van de normen in de EU op het vlak van milieu en voedselveiligheid. Voorbeelden zijn de mogelijke legalisering van met hormonen behandeld vlees, legalisering van gekloond vee, het einde van het EU-verbod op chloor en andere desinfectiemiddelen. Ook genetische modificatie zou aan minder regels onderworpen zijn. Ook is er de vrees, dat fracking wordt opgenomen in het vrijhandelsverdrag. In werkelijkheid zijn de eisen voor milieu en voedselveiligheid niet goed vergelijkbaar. Zo laat de VS groeihormonen toe in de vleesindustrie, terwijl Europese landen dat niet doen. Omgekeerd bestrijdt de VS weer veel actiever infectieziekten onder het vee. Ook wat betreft de uitstoot van broeikasgassen en fijnstof door bijvoorbeeld auto's en fabrieken wordt in de VS veel nauwkeuriger metingen gedaan. De fijnstoffraude van veel Europese automerken werd door de Amerikanen ontdekt.
FiscaliteitDe overeenkomst omvat geen regelingen inzake belastingen. Nochtans is het volgens econoom Thomas Piketty "vreemd" (crazy) om over de handel te onderhandelen zonder een fiscaal element. Met name wordt dan gedacht aan het herzien van al te gunstige belastingstelsels voor multinationals, zoals onder meer aanbevolen door de OESO.

## Protest

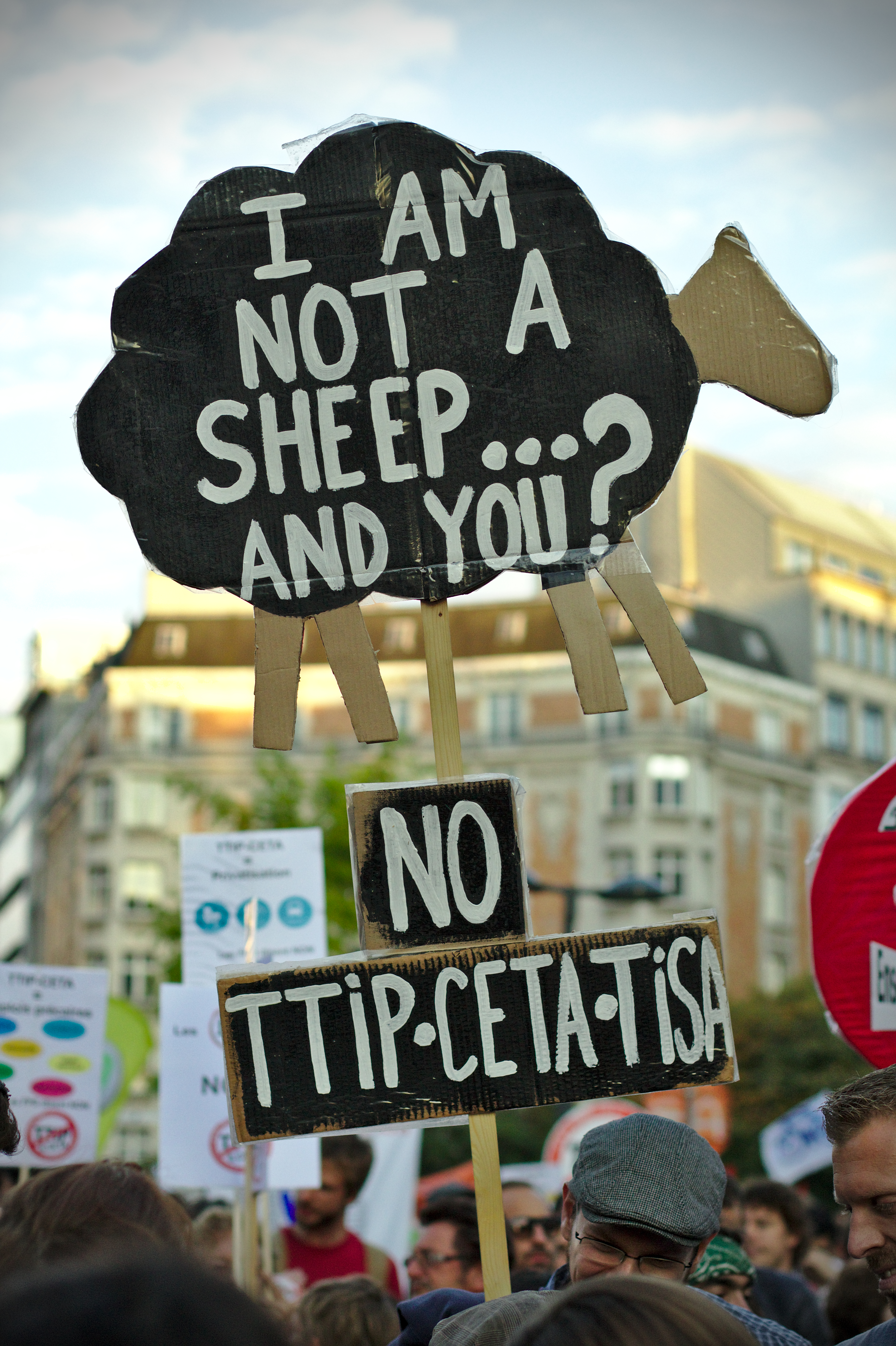
Actievoerders op de Stop TTIP & CETA Day in Brussel.

In verschillende Europese landen werden betogingen georganiseerd tegen het TTIP-vrijhandelsakkoord. Op 20 september 2016 werd in Brussel een 'Stop TTIP & CETA Day' gehouden waaraan 10 000 à 15 000 deelnamen. Ook in grootsteden zoals Parijs, Berlijn en Barcelona voerde men reeds actie.
In Nederland vormden Meer Democratie, Milieudefensie, Foodwatch en Transnational Institute in 2015 het TTIP CETA Referendum Platform om een raadgevend referendum over CETA af te dwingen als het verdrag aangenomen zou worden door de Eerste en Tweede Kamer. Later sloten negen andere organisaties zich bij dit platform aan.

## Procedure

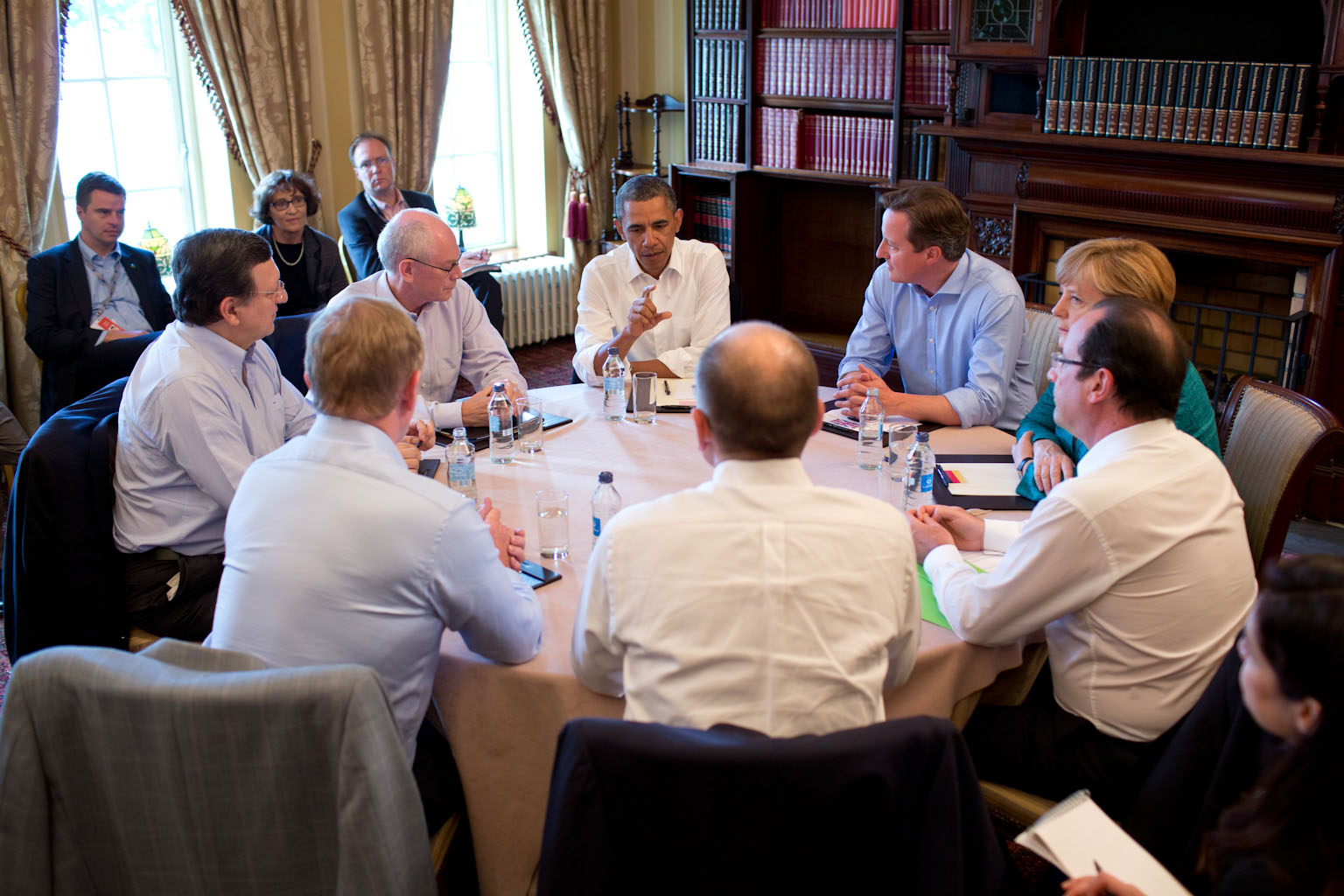
G8-topontmoeting over TTIP in Enniskillen, Noord-Ierland op 17 juni 2013

In juni 2013 gaf de Raad van de Europese Unie aan de Europese Commissie een mandaat om de onderhandelingen op te starten.
De onderhandelingen worden gevoerd tussen werkgroepen van de Commissie (Directoraat-generaal Handelsbetrekkingen) en de handelsdelegatie van de VS. De delegaties ontmoeten elkaar afwisselend in Europa en in de VS, in onderhandelingsrondes.
De onderhandelingsteksten doorlopen verschillende stadia:
- EU position paper: bevat de aanvankelijke doelstellingen van de Europese Unie
- Textual proposal: dit is de juridische versie van de onderhandelingsvoorstellen
- Initial offer: hier worden mogelijke concessies en afspraken geformuleerd
- Consolidated text: dit is opnieuw een juridische versie, maar ditmaal op basis van onderhandelingen tussen beide partijen. Vaak worden de textual proposals uit de eerste fase naast elkaar geplaatst, met tussen rechte haakjes de passages waarover geen overeenstemming is bereikt.[46]

Een aantal teksten in het stadium van “position paper” werden door de EU-Commissie reeds gepubliceerd. Geconsolideerde teksten zijn echter veel minder, of zelfs helemaal niet toegankelijk

### Onderhandelingsrondes
Deze duren doorgaans ongeveer een week, en vinden afwisselend in de VS en in Europa plaats.
- De 1e onderhandelingsronde vond plaats van 7–12 juli 2013 in Washington DC
- De 2e onderhandelingsronde vond plaats van 11–15 november 2013 in Brussel
- De 3e onderhandelingsronde vond plaats van 16–21 december 2013 in Washington DC
- De 4e onderhandelingsronde vond plaats van 10–14 maart 2014 in Brussel
- De 5e onderhandelingsronde vond plaats van 19–23 mei 2014 in Arlington
- De 6e onderhandelingsronde vond plaats van 13–18 juli 2014 in Brussel
- De 7e onderhandelingsronde vond plaats van 29 september-3 oktober 2014 in Chevy Chase
- De 8e onderhandelingsronde vond plaats van 2-6 februari 2015 in Brussel
- De 9e onderhandelingsronde vond plaats van 20–24 april 2015 in New York
- De 10e onderhandelingsronde vond plaats van 13–17 juli 2015 in Brussel
- De 11e onderhandelingsronde vond plaats van 19–23 oktober 2015 in Miami
- De 12e onderhandelingsronde vond plaats van 22-26 februari 2016 in Brussel
- De 13e onderhandelingsronde vond plaats van 25-29 april 2016 in New York[49][50]
- De 14e onderhandelingsronde vond plaats van 11-15 juli 2016 in Brussel[51]
- De 15e onderhandelingsronde vond plaats van 3 tot 7 oktober 2016 in New York[52][53][54]

Begin oktober 2016 werden de onderhandelingen opgeschort, in afwachting van de uitslag van de verkiezingen in de VS en enkele Europese landen. Na de verkiezing van Donald Trump achtten waarnemers de voortzetting van de TTIP-onderhandelingen problematisch.

### Doorstart (2018-heden)
In juli 2018 lanceerden VS-president Donald Trump en EU-Commissievoorzitter Jean-Claude Juncker “een nieuwe fase in de relaties tussen de VS en de Europese Unie”. Sedertdien werden nieuwe handelsbesprekingen opgestart, en handelsbelemmeringen opgeheven op controversiële items zoals aardgas uit fracking, GGO-soja en sojabiodiesel. Ook voor de samenwerking inzake regelgeving (“regulatory cooperation”) gaf de EU-Raad de Commissie een onderhandelingsmandaat. Volgens critici bleek uit interne documenten dat de onderhandelingen gelijkaardige gebreken zouden vertonen inzake transparantie en overwicht van lobbygroepen als de eerdere TTIP-onderhandelingen.

### Ratificatie
Komen de onderhandelingsteams van beide partijen tot een finaal akkoord, dan moet dit ontwerpverdrag nog goedgekeurd worden. Aan de Europese zijde, eerst door de Europese Raad, daarna door het Europees Parlement. Mogelijk is daarna nog goedkeuring vereist door de nationale parlementen. Want hoewel de Europese Unie exclusief bevoegd is voor de gemeenschappelijke handelspolitiek (artikel 3 van het Verdrag betreffende de werking van de Europese Unie), wordt het handelsverdrag toch vaak beschouwd als een “gemengd akkoord” (“mixed agreement”)
, ook door de Europese Commissie. In dat geval is de goedkeuring vereist van de nationale parlementen in alle lidstaten, behalve in landen waar de grondwet deze bevoegdheid toekent aan de regering, of landen waarin hierover een referendum moet (of kan) georganiseerd worden.
In de Verenigde Staten is de goedkeuring vereist van zowel het Congres als de Senaat. Mogelijk wordt hiervoor, net als bij het Trans-Pacific Partnership, een versnelde en vereenvoudigde procedure gebruikt (zgn. “Fast track”), waardoor het parlement enkel met ja of nee kan stemmen.